# Lasochów
Lasochów est une localité polonaise de la gmina de Małogoszcz, située dans le powiat de Jędrzejów en voïvodie de Sainte-Croix.